# Danbo
El Danbo es un queso curado semi tierno de leche de vaca originario de Dinamarca, donde es un queso común en los hogares.
Suele envejecerse durante 12 a 52 semanas en bloques rectangulares de 6 o 9 kg, cubiertos con un cultivo bacteriano. El cultivo se lava al final del periodo de curación, y el queso se envasa para su venta al por menor.
El Danbo se vende bajo diversas marcas comerciales, incluyendo Lillebror, Gamle-Ole y Riberhus de Arla Foods.
En las primeras décadas del siglo XX los emigrantes daneses asentados en el sur del estado brasileño de Minas Gerais descubrieron un nuevo tipo de queso al elaborar el Danbo tradicional con leche brasileña. Este queso se denomina Queijo Prato.
Guarda algunas similitudes con los quesos neerlandeses Edam y Gouda, mas no es igual que aquellos. 